# Forcipomyia subspadicifascia
Forcipomyia subspadicifascia är en tvåvingeart som beskrevs av Tokunaga och Murachi 1959. Forcipomyia subspadicifascia ingår i släktet Forcipomyia och familjen svidknott. Inga underarter finns listade i Catalogue of Life.